# Tischtennis-Trainingsgeräte
Das Tischtennis-Training wird durch verschiedene Geräte erleichtert oder um neue Aspekte bereichert.

## Ballmaschine
Das wohl bekannteste Tischtennistrainingsgerät ist die Ballmaschine – auch Ballroboter genannt. Sie steht entweder auf dem Tisch oder einem separaten Ständer. Anlagen mit Fangnetz werden direkt am Tisch befestigt und dann über die eine Hälfte des Tisches gespannt. Dabei wird das Fangnetz so montiert, dass an den Seiten und am Tischende die ankommenden Bälle gesammelt werden. In einer großen Schale unter dem Fangnetz landen alle Bälle, die nicht gänzlich daneben geschossen wurden. Die Bälle werden aus einem Behälter unter dem Fangnetz mit einem Schlauch eingesaugt oder bei älteren Modellen per Hand in eine obenliegende Schale geschüttet. Die Maschine hat meist einen starren, bei teureren Modellen auch um 180 Grad drehbaren Ballkopf, der die Bälle mit zwei rotierenden Schaumgummitrommeln mit variabler Rotation und Geschwindigkeit auswirft. Die Geschwindigkeit der Bälle, ihre Häufigkeit, ihre Richtung (evtl. auch mit Richtungswechsel zwischen zwei Schlägen) und der Spin der Bälle können eingestellt werden. Der Spin ergibt sich aus dem Drehzahl- und Rollrichtungsunterschied der Rollen, die Geschwindigkeit aus der resultierenden Komponente beider. Somit kann man gegen die konstant spielende Maschine einen oder mehrere bestimmte Rückschläge gezielt trainieren oder auch ein Ausdauertraining durchführen. Das Problem dieser Ballroboter ist aber generell, dass der Spieler auf die Schlagbewegung des Gegners reagieren muss. Zudem kann die Maschine nur Topspin und starken Unterschnitt realistisch im Verhältnis zwischen Spin und Tempo darstellen, da die Gummiwalzen konstant schnell rotieren. Eine Maschine kann aufgrund der Vielfalt der Bälle den menschlichen Gegner nicht ersetzen, kann aber bei vielfältigen Verstellungsmöglichkeiten (drehbarer Ballkopf), bestimmte Schwächen (Sidespinaufschlagannahme, Topspin- und Unterschnittballannahme) ausmerzen und die Ausdauer verbessern.
Seit einigen Jahren gibt es auch Maschinen mit 2 Ballköpfen, die von einer programmierbaren Steuerelektronik beschickt werden und dann eine Schlagfolge produzieren können – z. B. 3 × Topspin / 1 × Schuss. Wegen ihres vergleichsweise hohen Preises kommen diese Maschinen aber nur selten zum Einsatz.

## Zielfelder
Als Ergänzung zum Robotertraining sind Zielfelder erhältlich, die auf den TT-Tisch gelegt werden und deren Treffer in einem elektronisch gesteuerten Display angezeigt werden. Ersatzweise können Zielobjekte unter Verzicht auf elektronische Anzeigen auch aus Papier ausgeschnitten werden.

## Balleimer
Eine Trainingsmethode für Leistungssportler ist das Training mit dem Balleimer. Hierbei spielt ein Trainer dem Spieler die Bälle zu und nimmt dessen Rückschläge zwar nicht an, beobachtet diese aber. Der Vorteil gegenüber Ballmaschinen liegt in der unerwarteten Platzierung, die eher dem realen Spiel entspricht. Nachteil sind die geringen Spinmöglichkeiten. Der Trainer hat einen Balleimer auf dem oder in der Nähe des Tisches stehen, nimmt kontinuierlich Bälle in die Hand und spielt diese ein. Dabei lässt er sie erst auf die eigene Hälfte auftropfen (indirektes Einspielen) oder vor dem Aufspringen auf der eigenen Tischhälfte (direktes Einspielen) und schlägt sie dann, anders als bei einem Aufschlag, gleich auf die gegenüberliegende Tischhälfte. Wenn der Balleimer leer ist, werden die Bälle wieder aufgesammelt, was auch ein weiterer Spieler der sich mit dem anderen abwechselt währenddessen machen kann. Es werden verschiedene Ständer und Vorrichtungen angeboten, den Balleimer in Griffweite und -höhe des Trainers seitlich neben den Tisch zu stellen bzw. hängen.
Trainer und Spieler führen normale Ballwechsel durch, der Trainer kann aber nach jedem Fehler sofort einen neuen Ball ins Spiel bringen, was die Trainingsintensität deutlich erhöht. Wegen der Variationsmöglichkeiten, die es dem Trainer erlauben, das Zuspiel individuell auf das Lernziel des Trainierenden abzustimmen ist das Balleimertraining wesentlich mehr als nur ein Ersatz für einen Ballroboter.

## Spezielle Trainingsbälle
- Um unerfahrenen Spielern die Einschätzung der Rotation des Balles zu erleichtern, verwendet man dreifarbige Trainingsbälle.
- Im Anfängertraining kommen gelegentlich vergrößerte Bälle zum Einsatz (44 mm ∅), die durch ihren langsameren Flug das Erlernen der Grundschläge erleichtern. Diese Bälle sind – wegen der kleinen Auflage und deshalb fehlender oder nur sehr grober Selektion – von sehr gemischter Qualität hinsichtlich Rundung und Sprungverhalten.
- In Japan arbeitet man im Anfängertraining gelegentlich mit Soft-Bällen, die aus dünnerem Zelluloid gefertigt werden und deshalb weicher und ungefähr 1 Gramm leichter sind als Wettkampfbälle. Wegen der dünneren Wandung springen diese Bälle langsamer ab und wegen des geringeren spezifischen Gewichtes werden sie im Flug stärker abgebremst. Auch die Qualität dieser Bälle leidet unter der geringen Auflage und deshalb unzureichender Selektion.
- Mitte der 1980er Jahre versuchte man, das Spiel für den Anfänger durch Schaumstoffbälle zu verlangsamen. Wegen des völlig atypischen Flug- und Sprungverhaltens, besonders bei Schlägen mit Spin, verschwanden diese Bälle sehr schnell wieder aus den Trainingshallen der Vereine. Gelegentlich findet man sie heute noch im Hobbybereich – z. B. In Kur- und Urlaubsorten oder neben Minigolfbahnen in Verbindung mit Beton-Tischtennistischen im Freien.

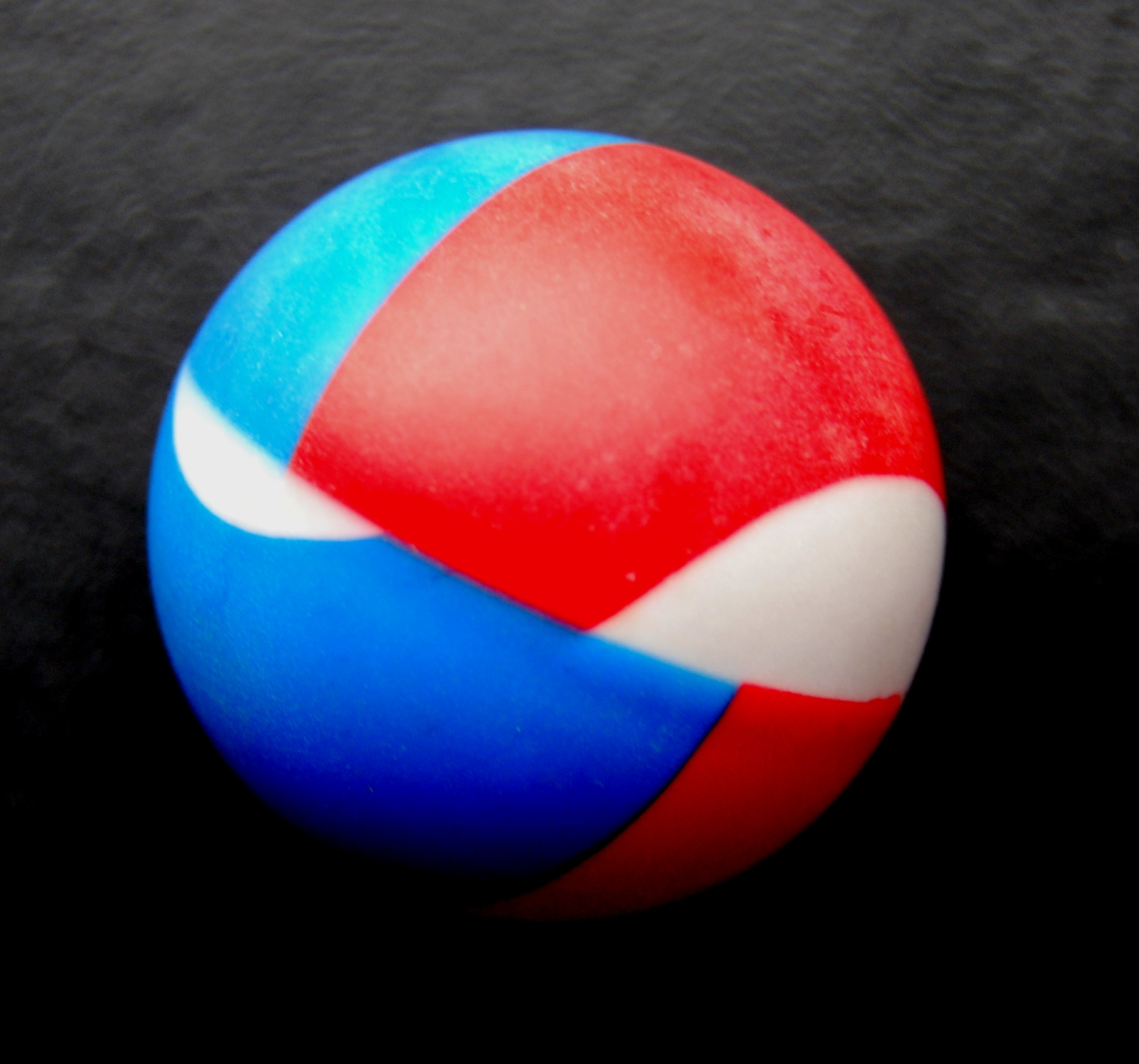
TT-Trainingsball zur Spinerkennung (38 mm ∅)
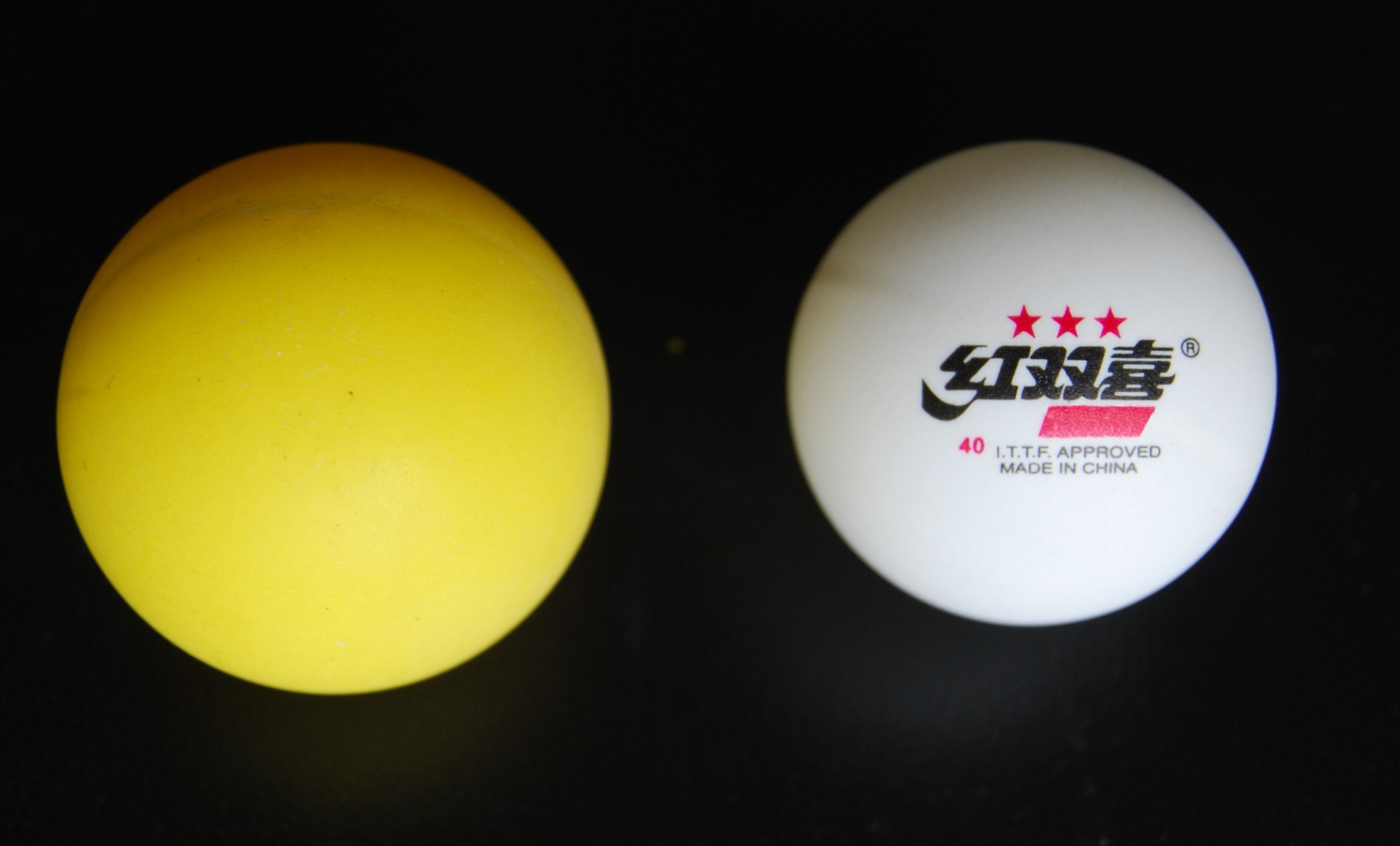
Größenvergleich Trainingsball „Big and Easy“ (44 mm ∅) und Wettkampfball (40 mm ∅)
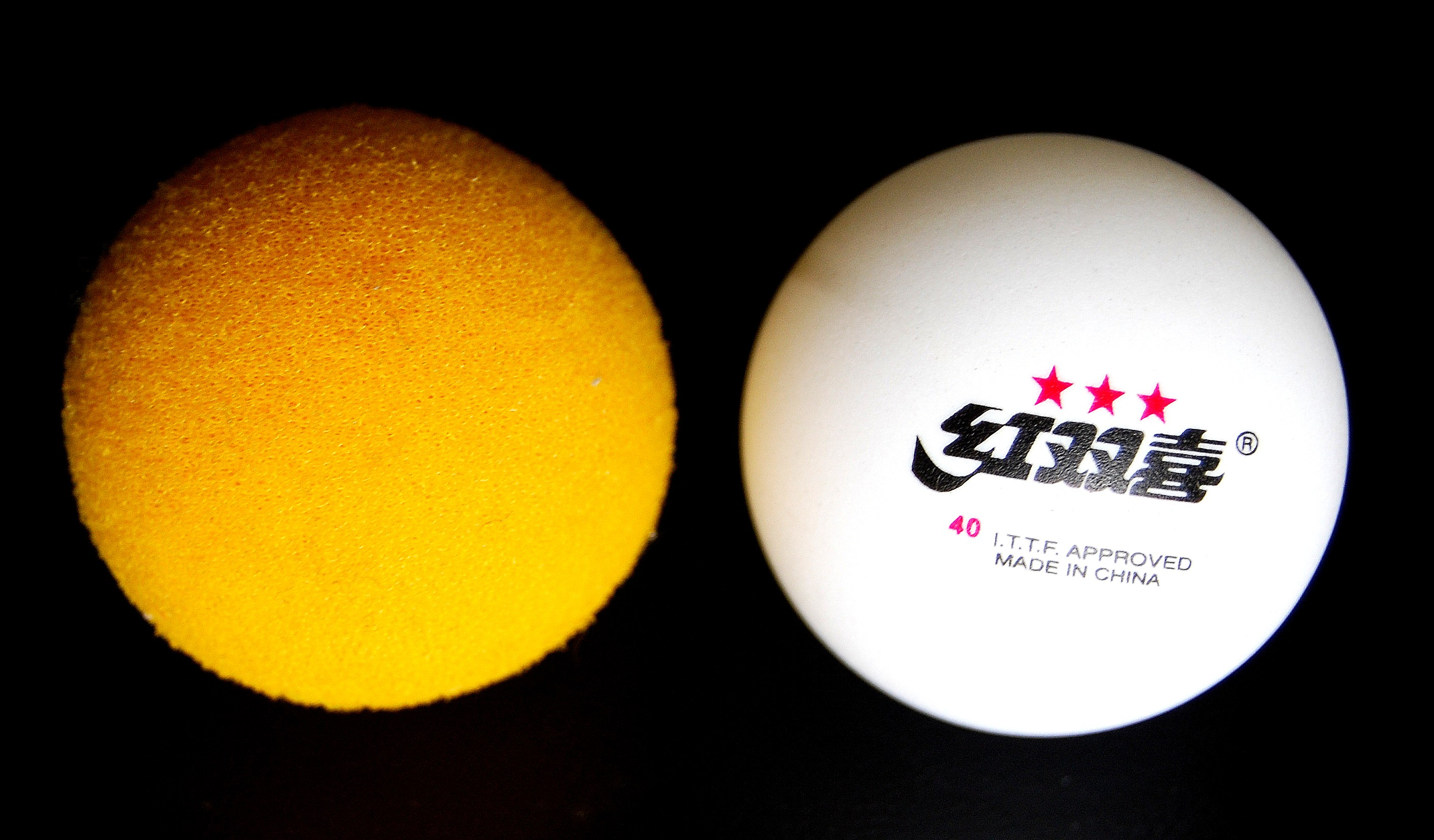
Tischtennisball aus Schaumstoff (39 mm ∅) neben Wettkampfball (40 mm ∅)

## Return-Bretter
Return-Bretter werden am Tischende mit verstellbarer Schräge montiert, sind mit Tischtennisbelägen oder anderen gummiartigen Materialien beklebt und erlauben in Grenzen das Einzeltraining ohne Ballmaschine. Je nach Einstellung der Schräge wird aber immer nur ein Schlag bestimmter Länge, Tempo und bestimmten Dralls tatsächlich so zum Spieler retourniert, dass ein Weiterspielen möglich ist. Für bestimmte Grundtechniken wie sichere Konterbälle funktioniert das Verfahren aber zufriedenstellend. Für das Training von z. B. leichten Topspinschlägen sind Return-Bretter bei entsprechender Einstellung auch geeignet. Return-Bretter werden von handwerklich versierten Trainern häufig selbst hergestellt. Sie sind auch unter der Bezeichnung Returnboard käuflich zu erwerben. Bei ihrer Positionierung auf dem TT-Tisch kommt es vor, dass schnelle Schläge oder solche mit starkem Vorwärtsdrall (Topspin) über den Tisch hinaus springen. Dieses Manko wurde jetzt behoben, indem das Returnboard mobil als "Später Block" hinter der Grundlinie positioniert wird. Durch den 0,50 m bis 2 m längeren Weg des Balles vom Returnboard zurück bleibt dem Spieler mehr Zeit, um seine Ausholbewegung auszuführen. Damit steht für schnellere Bälle mehr Zeit zur Verfügung zur Ausführung der Technik und der Beinarbeit. Der schnelle Topspin wird nun vom „Späten Block“ sicher auf die eigene Tischhälfte retourniert.

## Gewichtsschläger
Um die Schnellkraft des Schlagarmes gezielt zu trainieren, ist der Einsatz von Gewichtsschlägern möglich. Diese bestehen aus normalen Belägen und einem „Schlägerholz“, in dem eine oder mehrere Furniere durch Metallplatten ersetzt werden. So kann man realitätsnahes Krafttraining betreiben. Es ist allerdings darauf zu achten, dass der Schläger nicht zu schwer angefertigt wird, weil sonst zwar die Maximalkraft, nicht aber die Schnellkraft, auf die es hauptsächlich ankommt, trainiert wird. Auch kann es bei zu hoch dosiertem Gewicht – vor allem beim Training ohne Anleitung durch einen Trainer – zu Verletzungen durch Überlastung kommen. Bei extrem zu hoch dosiertem Gewicht kann sich außerdem die Schlagdynamik sogar zurückentwickeln. Bei niedrig dosiertem Gewicht und dem Einsatz eines Ballroboters kann auch die Kraftausdauer mit dem Gewichtsschläger trainiert werden. Der Einsatz eines Gewichtsschlägers sollte unbedingt mit zeitlichem Abstand zum Wettkampf erfolgen, weil die Feinkoordination zunächst leidet und die Technik des Spielers an Sicherheit verliert. Alternativ können Gewichtsmanschetten für den Unterarm eingesetzt werden. Diese haben den Vorteil, dass sie das Handgelenk weniger belasten als ein Gewichtsschläger und auch die Feinkoordination weniger stören. Wegen des kürzeren Hebels gegenüber dem Gewichtsschläger muss das Gewicht allerdings etwas höher dosiert werden. Auch wird beim Einsatz der Gewichtsmanschette die Muskulatur des Handgelenkes nicht gekräftigt.

## Topspin-Rad
Zum Erlernen des tangentialen Treffens beim Topspin (siehe Tischtennis) kann man ein Rad benutzen. Entweder man verwendet ein käuflich erhältliches Rad (Größe etwa wie der Ballon-Reifen eines Kinderrollers), das am Tisch mittels einer Schraubzwinge befestigt wird oder man stellt ein normales Fahrrad kopfüber auf Lenker und Sattel und trainiert dann ohne Tisch am Vorderreifen. Der trainierende Spieler muss versuchen, das Rad durch tangentiales Treffen mit seinem Schläger anzutreiben. Beide Lösungen – besonders aber die zweite – gehen mit erheblichem Belagverschleiß einher und sollten besser mit einem ausgemusterten TT-Schläger evtl. ohne Belag durchgeführt werden. Um das Maß des Erfolges feststellen zu können, sollte man noch einen Geschwindigkeitsmesser anbringen (Fahrradtacho).

## Handgelenkstraining

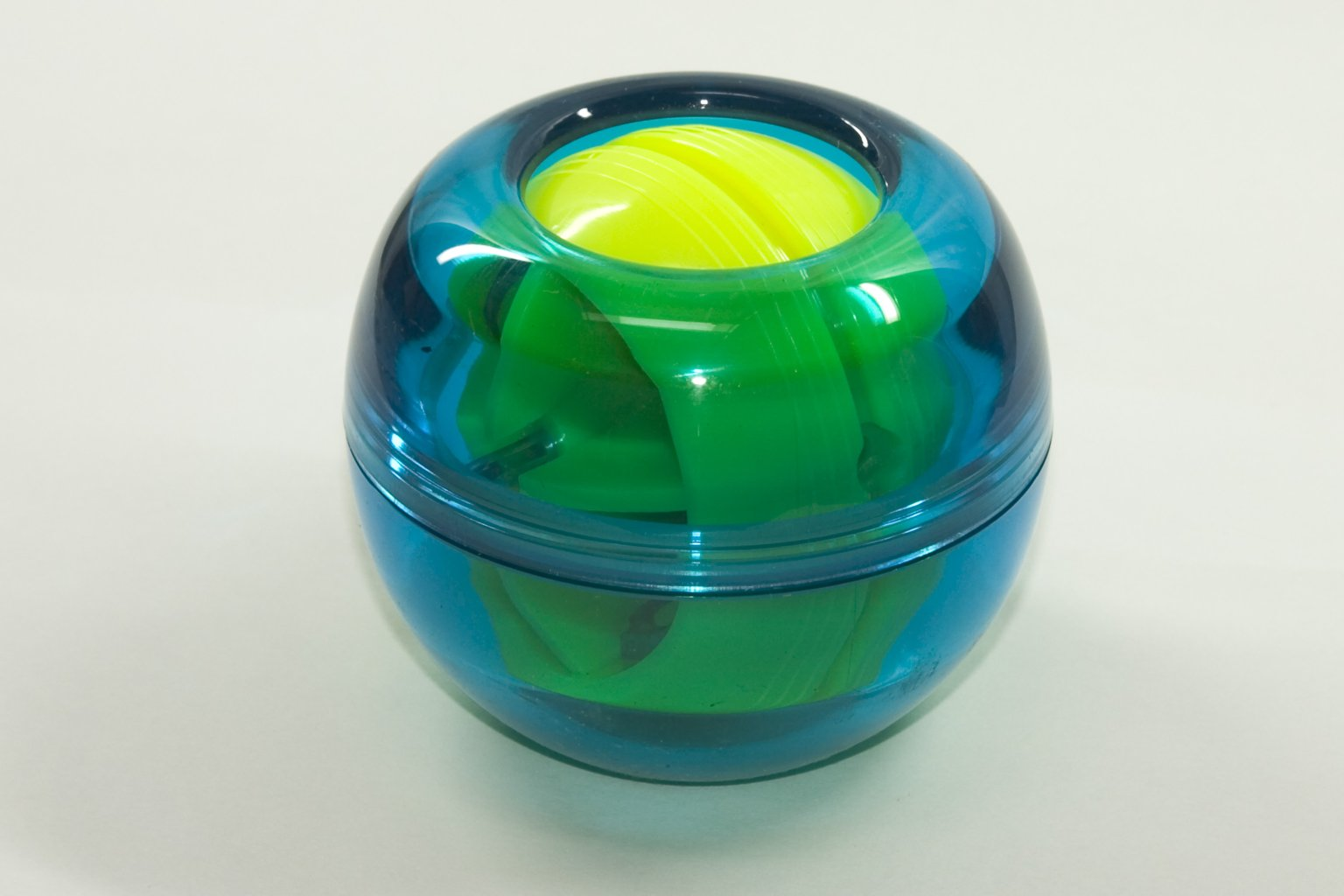
GyroTwister

Für das Training des Handgelenks ist ein sogenannter Gelenk-Kreisel oder auch GyroTwister erhältlich. Ein in einem – etwa tennisballgroßen – Plastikgehäuse montiertes Schwungrad wird zwischen den Fingern gehalten und durch geschickte Handgelenksbewegungen in Drehung versetzt. Wenn das Schwungrad mit größerer Geschwindigkeit rotiert, ist zum Festhalten beträchtliche Kraft nötig. Dieses Trainingsgerät ist nicht unumstritten – es gibt aber viele Spieler und Trainer, die dieses Verfahren favorisieren. Alternativ kann auch ein Tennisball mit einer Hand geknetet werden. Nobuhiko Hasegawa (TT-Weltmeister von 1967) und der Tennisspieler und mehrfache Wimbledon-Sieger Rod Laver sollen auf diese Weise Unterarm und Handgelenk trainiert haben.

## Andere Geräte
Es gibt viele weitere Möglichkeiten, Alltagsgegenstände oder Trainingsgeräte auf improvisierte Art und Weise in das Tischtennistraining einzubeziehen. Tischtennisspieler und -trainer sind hier oft sehr kreativ.
Um den Bewegungsablauf beim Topspin behelfsweise zu überprüfen, kann man auch zum Beispiel eine schräg aufgestellte Turnbank benutzen – der Spieler muss dann versuchen, dem Ball nur durch tangentiales Treffen, ohne ihn zu schlagen, so viel Drall bzw. Schwung zu versetzen, dass der Ball das Ende der Bank erreicht.
Zur Verbesserung der Beinarbeit können auch Gewichtsmanschetten bis ca. 2 kg oberhalb der Fußgelenke befestigt werden. Am Schlagarm sollten diese Gewichte aber auf keinen Fall getragen werden – die Schnellkraft würde dann leiden (siehe Gewichtsschläger!).
Um das Treffen des Balles mit dem Sweet-Spot des Tischtennisschlägers zu trainieren, kann man Schläger verwenden, bei denen nur diese optimale Trefferzone mit Belag beklebt ist.
Zum Training des „weichen Topspins“ kann das Topspinnetz verwendet werden; zum Üben der Ballonabwehr dient das Ballon-Netz, und ein gezieltes Aufschlagtraining ermöglicht das Aufschlagnetz.